# Snake Eyes (película de 2021)
Snake Eyes: G.I. Joe Origins (también conocida simplemente como Snake Eyes) es una película estadounidense de superhéroes y un spin-off  de la serie de películas G.I. Joe dirigida por Robert Schwentke. Henry Golding interpreta al personaje principal, reemplazando a Ray Park, quien lo interpretó en las películas anteriores, mientras que Andrew Koji, Iko Uwais, Úrsula Corberó, Samara Weaving y Peter Mensah actúan en papeles secundarios.
Snake Eyes se estrenó el 23 de julio de 2021 por Paramount Pictures.

## Sinopsis
Un misterioso luchador solitario, conocido solo como "Snake Eyes", es recibido y entrenado por un antiguo clan ninja japonés llamado Arashikage, pero descubre que su lealtad se pone a prueba cuando se revelan secretos de su pasado, ya que finalmente se encamina hacia convertirse en el famoso héroe de G.I. Joe.

## Argumento
Un niño queda huérfano cuando su padre es asesinado. Años más tarde, el niño se ha convertido en un luchador de artes marciales talentoso y mortal, impulsado por el deseo de vengar a su padre. Para ocultar su verdadera identidad, se hace llamar "Snake Eyes", un nombre inspirado cuando el asesino de su padre lo obligó a tirar un par de dados ponderados para determinar su destino, matándolo cuando lanzó dos dados.
El jefe rico de la Yakuza, Kenta Takamura, descubre a Snake Eyes en un circuito de lucha subterráneo ubicado en Los Ángeles. Kenta, se ofrece a encontrar al asesino de su padre si Snake Eyes funciona para él. Cuando se le pide a Snake Eyes que demuestre su lealtad disparando a un hombre que traicionó la confianza de Kenta, Snake Eyes se niega y en su lugar ayuda al traidor a escapar. El traidor es el primo de Kenta, Tommy. Tommy y Kenta estaban en línea para liderar el clan Arashikage, una antigua sociedad ninja dedicada a preservar el orden y luchar contra el mal. Kenta trató de matar a su primo, pero fracasó y fue desterrado.
Agradecido con Snake Eyes, Tommy lo lleva a su dojo ninja en Japón y le pide que lo inicie como miembro. El actual líder del clan, Sen, la abuela de Tommy, acepta que Snake Eyes se someta a tres pruebas para determinar si es digno. La jefa de seguridad del clan, Akiko, no confía en Snake Eyes al principio, pero se gana su confianza al revelar el asesinato de su padre y explica que es por eso que no hay una historia registrada de él. Sin que nadie lo sepa, Snake Eyes planea traicionar a sus nuevos aliados. Se muestra que el intento de asesinato y escape de Tommy fue organizado por Kenta para acercar a Snake Eyes lo suficiente como para robar el tesoro más sagrado del clan, la "Joya del Sol", que tiene poderes mágicos.
Snake Eyes se encuentra cada vez más dividido entre su culpa por traicionar a Tommy, al clan, y su abrumador deseo de venganza. Pasa las dos primeras pruebas con sus talentos excepcionales, pero la tercera y última prueba requiere que su espíritu sea probado por anacondas sagradas, que pueden sentir si es verdaderamente puro de corazón. Debido a los secretos de Snake Eyes, las serpientes lo atacan, pero Akiko lo salva de ser asesinado. Enfrentado por el clan, Snake Eyes admite que no ha sido del todo honesto, pero logra ocultar la verdadera razón por la que está allí. Como consecuencia, es expulsado.
Snake Eyes regresa en secreto y roba la joya usando su conocimiento del templo del clan, entregándosela a Kenta. Kenta explica que está robando la joya en nombre de la organización terrorista revolucionaria Cobra. Cobra, a través de su enlace, la Baronesa, ha estado armando a Kenta con armas para que pueda tomar el control del clan Arashikage. Snake Eyes recibe su recompensa por robar la joya: el asesino de su padre, que resulta ser un agente Cobra. Habiéndose dado cuenta de lo que le ha costado su sed de sangre, Snake Eyes perdona al hombre y en su lugar regresa al clan Arashikage para advertirles del ataque de Kenta.
Tommy deja a un lado su ira y deja que Snake Eyes lo ayude a él y a los guerreros del clan, incluida Scarlett, miembro de la organización internacional de mantenimiento de la paz G.I. Joe, a luchar contra los hombres de Kenta. Después de que Kenta admite que no tiene intención de entregar la joya, la Baronesa forma una alianza temporal con el clan Arashikage y Scarlett. Con sus hombres derrotados, Kenta pierde la joya ante Tommy, quien abrumado por la furia intenta usar su poder para matar a Kenta. Kenta logra escapar, pero Snake Eyes lo atrapa en el pozo de la anaconda, donde las serpientes devoran a Kenta al sentir su espíritu maligno. Luego, las serpientes juzgan a Snake Eyes como puro de corazón por renunciar a su ansia de venganza, por lo que ahora es digno de unirse al clan.
Después de la batalla, Sen le dice a Tommy que ya no está en condiciones de liderar el clan, ya que rompió su promesa de nunca usar la joya. Enfurecido por perder su derecho de nacimiento, Tommy abandona el clan, su familia y jura matar a Snake Eyes si alguna vez se vuelven a encontrar. Snake Eyes se encuentra con Scarlett quien, después de explicarle que su padre era un agente de G.I. Joe, le ofrece la oportunidad de convertirse en Joe.
En una escena de créditos intermedios, en un jet privado que sale de Japón, la Baronesa recluta a Tommy en Cobra y se renombra a sí mismo como "Storm Shadow".

## Reparto
- Henry Golding como Snake Eyes
- Andrew Koji como Storm Shadow
- Iko Uwais como Hard Master
- Úrsula Corberó como Baronesa
- Samara Weaving como Scarlett
- Peter Mensah como maestro ciego
- Haruka Abe como Akiko
- Takehiro Hira como Kenta
- Steven Allerick

## Producción

### Desarrollo
En mayo de 2018 se anunció que la próxima entrega de la franquicia de G.I. Joe sería una precuela, que relataría los orígenes del personaje Snake Eyes. En diciembre, el productor Lorenzo di Bonaventura declaró que Ray Park, que había interpretado al personaje en las películas anteriores, no volvería a interpretar su papel para esta película. Robert Schwentke fue elegido como director ese mismo mes.

### Casting
En agosto de 2019, Henry Golding fue elegido para protagonizar, con Andrew Koji como Storm Shadow. En septiembre, Iko Uwais entró en negociaciones para unirse a la película como Hard Master, y Úrsula Corberó fue elegida como Baroness. Uwais fue confirmado en octubre, con Haruka Abe, Samara Weaving y Takehiro Hira uniéndose al elenco. Steven Allerick fue anunciado como parte del reparto en diciembre. En la publicación de Golding en Instagram, se muestra a Peter Mensah con el elenco indicando que es parte de la película.

### Rodaje
La filmación comenzó el 15 de octubre de 2019 en Vancouver y se esperaba que continuara hasta el 9 de diciembre. La filmación se trasladó a Japón el 10 de enero de 2020. La misma concluyó el 26 de febrero de 2020.

## Estreno
Snake Eyes está programada para estrenarse el 23 de julio de 2021 en RealD 3D, Dolby Cinema e IMAX. Originalmente, su estreno estaba programado para el 27 de marzo de 2020, antes de retrasarse hasta el 16 de octubre, y luego una semana más tarde, hasta el 23 de octubre de 2020. Luego, la película fue eliminada del calendario de estrenos el 27 de julio debido a los cierres de cines en todo Estados Unidos a raíz de la pandemia de COVID-19. Posteriormente, Paramount reprogramó la película para el 22 de octubre de 2021, antes de que fuera trasladada a julio de 2021. La película podría estar disponible para streaming en Paramount+ 45 días después de su estreno en los cines.

## Futuro
En mayo de 2020 se informó que se estaba desarrollando una siguiente película, con un guion coescrito por Joe Shrapnel y Anna Waterhouse, con Henry Golding retomando su papel de Snake Eyes. Lorenzo di Bonaventura regresaría como productor, mientras que el proyecto sería una producción conjunta entre Paramount Pictures, Entertainment One, Skydance Media, Metro-Goldwyn-Mayer Pictures, New Republic Pictures y Di Bonaventura Pictures.